# Mont d'Illi
Pour les articles homonymes, voir Illi.
Le département du Mont d'Illi (ou Mont Illi, Mont-Illi) est un des 4 départements composant la région du Mayo-Kebbi Est au Tchad. Son chef-lieu est Fianga.

## Histoire
Le département de Mont-illi  a été créé le 10 mai 2004 par décret N*115 /PR/PM/MATD/2004. (?) par division du département de la Kabbia.

## Subdivisions
Le département du Mont- Illi est divisé en 6 sous-préfectures à savoir :
- La Sous-préfecture de Fianga rural
- La Sous-préfecture de Hollom Gamé
- La Sous-préfecture de Kéra
- La Sous-préfecture de Tikem
- La Sous-préfecture de Youé
- la Sous-préfecture de Gamba